# Сенокос (област Благоевград)
Вижте пояснителната страница за други значения на Сенокос.
Сеноко̀с (изписване до 1945 година: Сѣнокосъ) е село в Югозападна България. То се намира в община Симитли, област Благоевград.

## Население

### Етнически състав
Преброяване на населението през 2011 г.
Численост и дял на етническите групи според преброяването на населението през 2011 г.:
|                     | Численост |
| Общо                | 40        |
| Българи             | 35        |
| Турци               | -         |
| Цигани              | -         |
| Други               | -         |
| Не се самоопределят | -         |
| Неотговорили        | 2         |

## География
Село Сенокос се намира в Северен Пирин и е най-близко разположеното до Националния парк от всички села на община Симитли. Селото е удобен изходен пункт за изкачването на връх Пирин – най-северния алпийски връх на планината.

## История
В „Етнография на вилаетите Адрианопол, Монастир и Салоника“, издадена в Константинопол в 1878 година и отразяваща статистиката на населението от 1873 година, Сенокос (Sénokoss) е посочено като село с 95 домакинства и 330 българи. Към 1900 година според статистиката на Васил Кънчов („Македония. Етнография и статистика“) населението на Сѣнокос (Клисе) е 800 души, всички българи-християни.
В 1901 година Яне Сандански основава в селото комитет на ВМОРО с председател, касиер и един-двама съветници.
Януш Чакъров от село Сенокос бил под домашен арест от михайловистите, защото бил санданист. В къщата имало по един часови от ВМРО на пост, един път Януш поканил часовия на масата да обядват заедно, но получил отказ и старият харамия грабнал трикракото столе и утрепал пазача, отишъл и се предал сам. Организацията го арестувала и изпратила в Горна Джумая при окръжния войвода на ВМРО, който го попитал насаме: „Защо го направи?“ Чакъров му отговорил: „В дома ми идва с пушка, нейсе претърпях, но аз го поканих на софрата, а той отказа и ме обиди, това не претърпях и го утрепах.“ ВМРО не убива Януш и той се връща в селото жив и здрав.

## Личности
Родени в Сенокос
- Поп Илия, деец на ВМОК, войвода на чета в Горноджумайското въстание, сражавала се при Сърбиново на 23 септември 1902 година.[8]
- Милан Дяков (1893 – 1960), български революционер, син на Сотир Дяков, войвода на ВМРО
- Сотир Дяков (1854 – 1940), български революционер, участник в Кресненско-Разложкото въстание, деец на ВМОРО
- Януш Чакъров, български революционер и деец на ВМОРО, четник на Яне Сандански[9]

Починали в Сенокос
- Андрей Казепов (1878 – 1904), български революционер, кресненски войвода
- Петър Гърков (1912 – 1948), български революционер и горянин

Свързани със Сенокос
- Александър Янушев, експерт по българско изобразително изкуство, правнук на българския революционер Януш Чакъров [9]